# Vononula singularis
Vononula singularis is een hooiwagen uit de familie Cosmetidae.